# صراع منخفض الحدة

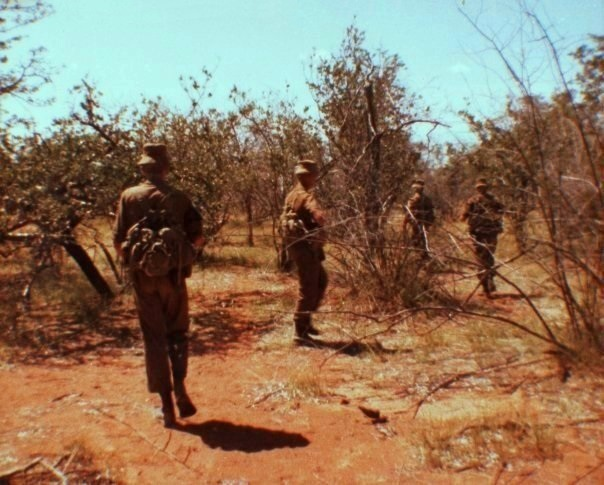
مظليون من جنوب أفريقيا خلال عمليات بحث وتدمير ضد متمردي ناميبيا خلال الثمانينات. وكالعديد من الصراعات المنخفضة الحدة أو الكثافة، أخذت حرب الحدود الجنوب أفريقية شكل اشتباكات الوحدات الصغيرة، والحرب غير التقليدية.

النزاعات المنخفضة الكثافة (منخفضة الحدة) هي صراعات عسكرية تقع عادة بين اثنين أو أكثر من الدول أو الجماعات من غير الدول Non-state groups، وتتميز بأنها أقل كثافة من الحرب التقليدية.
وعادة ما ينطوي ذلك على استخدام الدولة لقواتها المسلحة بشكل انتقائي مع ضبط النفس، وذلك بغرض إنفاذ الامتثال لسياساتها أو أهدافها. 
ويمكن استعمال هذا المصطلح لوصف الصراعات التي يعمل فيها طرف واحد على الأقل - أو كل من الأطراف المتنازعة - على هذا النحو.

## العمليات منخفضة الكثافة
تتألف العمليات منخفضة الكثافة من نشر الجنود واستخدامهم في حالات أخرى غير الحرب. وبالنسبة للدول، تجري هذه العمليات عادة ضد جهات الفاعلة من غير الدول Non-state actors ، ويطلق عليها مصطلحات مثل مكافحة التمرد، ومكافحة التخريب، وحفظ السلام. وغالباً ما تقوم جماعات العنف Non-state actors بإجراء عمليات منخفضة الكثافة ضد الدول من خلال تمرد.

## أمثلة على صراعات منخفضة الكثافة

### بورما
يشن اتحاد ميانمار -وهو الاسم الرسمي لبورما- حملات عسكرية محدودة الكثافة، وبشكل منتظم، ضد حركة استقلال شعب كارين في منطقة تقع في جنوب شرق بورما.

### السودان
قامت حكومات السودان بهجمات عسكرية محدودة ضد مختلف المعارضة المسلحة وحركات الاستقلال التي تصاعدت في كثير من الأحيان إلى حرب واسعة النطاق، ولا سيما في الجنوب ودارفور، ولكن أيضا ومؤخرا في شرق السودان.

### الاحتلال الألماني لفرنسا
شارك الاحتلال الألماني لأوروبا الغربية خلال الحرب العالمية الثانية -ولا سيما احتلال فرنسا- العديد من المفاهيم مع الحالات الأحدث من الصراعات منخفضة الكثافة، مثل مرحلة «القلوب والعقول»، وإنشاء حكومات الدمية، والدعاية القوية «البروباجندا» التي هدفت إلى عزل حركات المقاومة.

## حرب العصابات: التحدي الرئيسي للحرب منخفضة الكثافة
الخصم الرئيسي للحرب منخفضة الكثافة هي حرب العصابات، أي المقاتلون غير النظاميين. وقد يحظى هذا الخصم برعاية من الدولة أو جهات فاعلة من غير الدول تقودها أيديولوجية دينية أو غيرها. وذلك في المناطق الحضرية وشبه الحضرية والريفية.
و توصف حرب العصابات الحديثة بأنها عملية متكاملة، تكتمل بعقيدة متطورة، وبالتنظيم، والمهارات المتخصصة، علاوة على القدرات الدعائية.
ويمكن للمقاتلين أن يعملوا كمجموعات صغيرة ومتناثرة من المهاجمين، ولكن يمكنهم أيضا العمل جنبا إلى جنب مع القوات النظامية، أو الشراكة معها في العمليات بغيدة المدى في حجم فصيل، أو سربة أو كتيبة، أو حتى تشكل منفردة وحدات تقليدية. وطبقاً لمستوى تطورها وتنظيمها، يمكنها أن تتحول بين كل هذه الأوضاع حسب ما يتطلب الموقف.
كما تمتاز حرب العصابات بكونها مرنة، وليست جامدة. وتستند تكتيكات حرب العصابات على المعلومات الاستخباراتية، ونصب الأكمنة، والخداع، والتخريب، والتجسس، وضعضعة سلطة ما من خلال مواجهة طويلة، ومنخفضة الكثافة.
ويمكن أن تكون حرب العصابات ناجحة تماما ضد نظام أجنبي أو محلي لا يحظى بشعبية، كما يتضح من تاريخ الصراع في فيتنام. وجيش العصابات قد يُزيد من تكلفة الحفاظ على احتلال أو وجود استعماري بقدر يفوق ما قد تستطيع القوة الأجنبية تحمله. 
أما في حالة أن تكون حرب العصابات ضد نظام محلي، فقد تجعل الميليشيات الحكم مستحيلا مع الضربات الإرهابية والتخريب، وحتى مزيج من القوات لوقف أعدائهم المحليين في المعركة التقليدية. هذه التكتيكات مفيدة في إضعاف معنويات العدو، مع رفع الروح المعنوية للمقاتلين.
وتسمح تكتيكات حرب العصابات -في كثير من الحالات - لقوة صغيرة بوقف عدو أكبر بكثير وأفضل تجهيزا منها، لفترة طويلة، كما هو الحال في الحرب الشيشانية الثانية في روسيا.